# Dichaetophora burmana
Dichaetophora burmana är en tvåvingeart som först beskrevs av Toyohi Okada 1984.  Dichaetophora burmana ingår i släktet Dichaetophora och familjen daggflugor. Inga underarter finns listade i Catalogue of Life.